# Клявлин, Марс Салихович
Клявлин Марс Салихович (родился 27.4.1949, рп Красноусольский Гафурийского района БАССР) — инженер-технолог, доктор химических наук (1994), профессор (2000); почётный работник высшего профессионального образования Российской Федераци (1999), лауреат премии Всесоюзгого общества изобретателей и рационализаторов (1978).

## Биография
Клявлин Марс Салихович родился 27 апреля 1949 года в посёлке Красноусольский Гафурийского района БАССР.
В 1966—67 работал на Уфимском приборостроительном производственном объединение.
В 1972 году окончил технологический факультет Уфимского нефтяного института по специальности «Технология основного органического и нефтехимического синтеза» и с этого года работает преподавателем Уфимского нефтяного института.
В 1976 году защитил кандидатскую диссертацию кандидата химических наук в Институте органической химии имени Н. Д. Зелинского (г. Москва) под руководством профессора Р. А. Караханова.
В 1978 году стал лауреатом премии Всесоюзного общества изобретателей и рационализаторов среди молодежи.
В 1994 году защитил диссертацию на соискание ученой степени доктора химических наук. С 1996 года заведует кафедрой водоснабжения и водоотведения.

## Научная деятельность
Научная деятельность посвящена изучению влияния физико-химических факторов на карбонатную жёсткость воды, разработке экологичных и экономичных методов очистки природных вод. Под его руководством ведутся исследования в области гомогенно-гетерогенного синтеза кислород-, азотсодержащих гетероциклических соединений ряда 1,3‑диоксацикланов. Автор более 50 научных трудов и 16 изобретений. Под его научным руководством 3 аспиранта подготовили диссертационные работы.
Имеет более 50 научных публикаций, в том числе 16 авторских свидетельств. Является членом Ученого Совета архитектурно-строительного факультета и университета.